# ガンビアの世界遺産
ガンビアの世界遺産（ガンビアのせかいいさん）はユネスコの世界遺産に登録されているガンビアの文化・自然遺産の一覧。

## 文化遺産
- クンタ・キンテ島と関連遺跡群 -（2003年）
  - クンタ・キンテ島、ジュフレ、アルブレダなどを対象とする。
- セネガンビアの環状列石 -（2006年）
  - セネガルにまたがる。

## 自然遺産
なし

## 複合遺産
なし

## 暫定リスト
2011年時点では、ガンビアの世界遺産暫定リストに記載されている物件はない。